# Distretto di Karaulbazar
Il distretto di Karaulbazar (usbeco Qorovulbozor tumani) è uno degli 11 distretti della Regione di Bukhara, in Uzbekistan. Il capoluogo è Karaulbazar.